# 東鹿越車站
東鹿越車站（日语：／ Higashi-shikagoe eki */?）是一座曾位於日本北海道空知郡南富良野町字東鹿越，由北海道旅客鐵道（JR北海道）與日本貨物鐵道（JR貨物）所共同經營的鐵路車站。東鹿越是根室本線沿線車站之一，車站編號T35，電報略號為（HiKo）。

## 歷史
- 1941年（昭和16年）12月29日 - 日本國有鐵道開設東鹿越信號場，開始提供專用線上貨運列車的貨物收發服務。
- 1946年（昭和21年）3月1日 - 升格為東鹿越車站，為一般車站。
- 1982年（昭和57年）11月15日 - 除了行李及專用軌道的貨物收發外，停辦車攜貨運（日语：車扱貨物）業務。
- 1987年（昭和62年）4月1日 - 國鐵分割民營化後，本站的經營由JR北海道繼承。
- 1994年（平成6年）4月1日 - 由北海道旅客鐵道釧路分社（日语：北海道旅客鉄道釧路支社）改為北海道旅客鐵道總社直屬的鐵道事業本部（日语：北海道旅客鉄道鉄道事業本部）管轄。
- 1997年（平成9年）3月 - 伴隨貨運列車的停駛，車站無人化。
- 2024年（令和6年）4月1日 - 伴隨富良野 - 新得区间停驶而废止。

## 車站構造
東鹿越車站為擁有1座島式月台及2條鐵路路線的地面車站，由於站內並未設置跨線橋，因此月台間是用平交道連接。東鹿越雖已降級為無人車站，但站內仍保留著當初設有站員時代時所使用的站房構造。

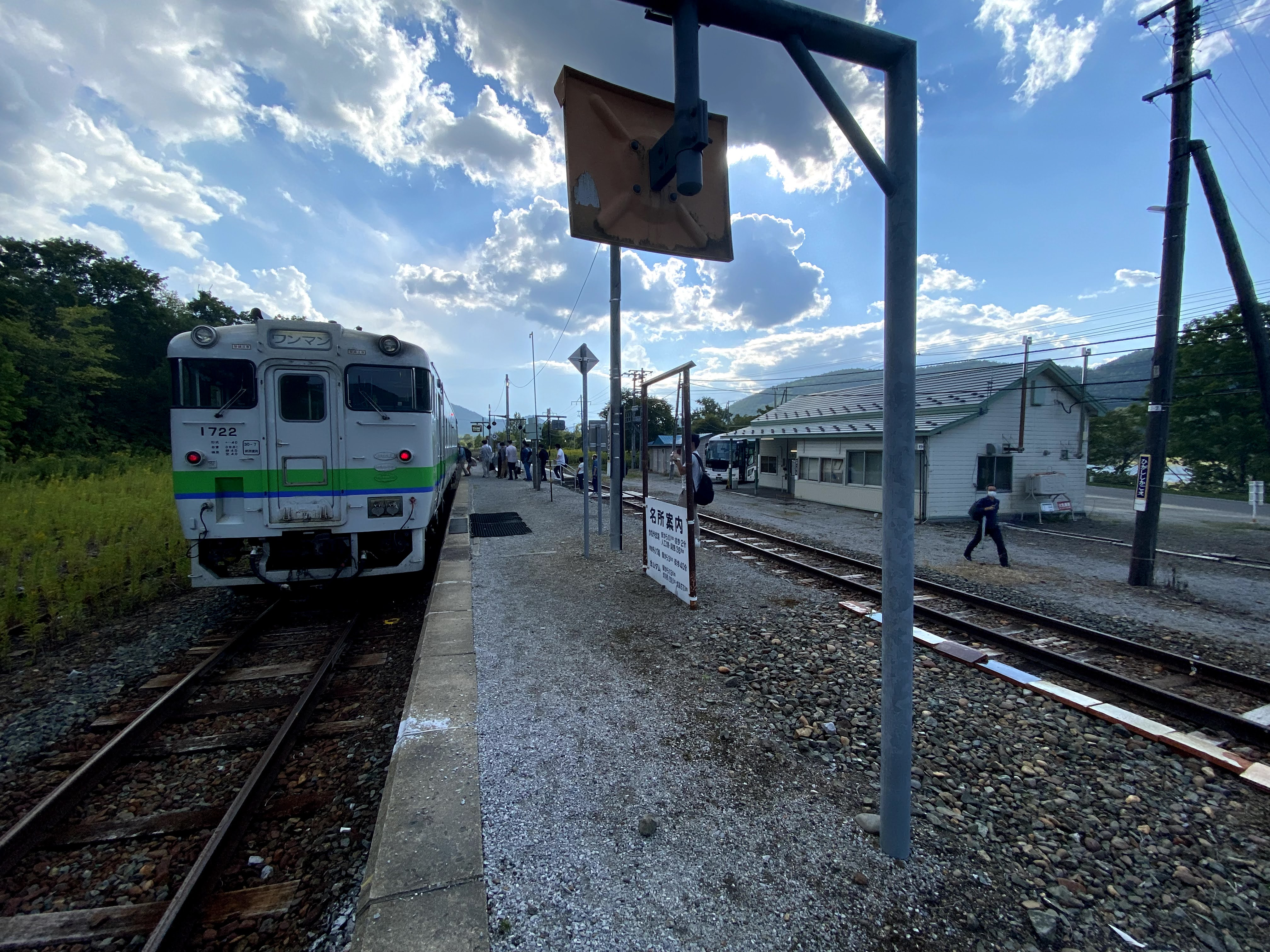
月台

## 貨物處理
東鹿越目前僅用於車攜貨運的臨時收發站用途，既無貨運列車的起訖，也沒有配置任何貨運專用線。但在過去，本站曾配置有連接日鐵礦業東鹿越採礦場的專用線，除了礦石的運送外，該專用線也被用於輸送石灰岩至中斜里車站，以供北連中斜里製糖工廠製造砂糖時使用。在專用線營運末期每日尚有1班往返，但相關業務已於1997年3月廢除。
此外，本站也曾配置有連往王子木材綠化鹿越採礦場的專用鐵路線。

## 車站周邊
車站前面為廣闊的湖泊，而另一面是工廠。
- 金山湖（日语：金山ダム）：由空知川（日语：空知川）上游金山水壩（日语：金山ダム）所圍城的人工湖泊。
- 日鐵礦業東鹿越採礦場
- 王子木材綠化鹿越採礦場
- 南富良野町營循環巴士「東鹿越車站前」站牌

## 相鄰車站
北海道旅客鐵道（JR北海道）
■根室本線
金山（T34）－東鹿越（T35）－幾寅（T36）
- 位於本車站與金山車站之間的鹿越臨時乘降場，於1986年（昭和61年）11月1日被廢除。

## 外部連結
- （日語）東鹿越車站 （页面存档备份，存于）
- （日語）參觀全部車站之旅 （页面存档备份，存于）